# Eàcides de l'Epir
Eàcides (grec antic: Αἰακίδης, llatí: Aeacides) fou rei de l'Epir del 322 aC fins al 317 aC i altre cop breument el 313 aC.
Era un dels fills d'Arimbes (també anomenat de vegades Eàcides), a qui va succeir el 322 aC, després que Arimbes hagués recuperat el poder per la mort d'Alexandre I, assassinat a Itàlia quan lluitava contra els brutis i els lucans. Eàcides estava casat amb Ftia de Tessàlia, filla de Menó de Farsàlia, amb qui va tenir un fill, Pirros i dues filles, Deidamia i Troies.
L'any 317 aC va envair el Regne de Macedònia en suport de Polipercont per restaurar Olímpia, la reina mare de la casa reial de l'Epir, i el petit Alexandre, que només tenia cinc anys, al tron de Macedònia. Quan a l'any següent va tornar en ajuda d'Olímpia, va ser derrotat davant Cassandre, i els epirotes, insatisfets, el van fer fora del tron. Pirros, de dos anys, va poder ésser salvat per alguns servidors. Neoptòlem II va ser restablert al tron.
El 313 aC, cansats els epirotes de la influència de Cassandre i del domini macedoni, van tornar a posar Eàcides al tron. Cassandre va enviar immediatament un exèrcit comandat per Filip que va derrotar Eàcides en dues batalles, a la darrera de les quals va morir. Àlcetes II va ser proclamat rei.